# Pál Turán
Pál (Paul) Turán, född 18 augusti 1910, död 26 september 1976, var en ungersk matematiker framförallt verksam inom talteori och känd för grundandet av matematikgrenen extremal grafteori.

## Biografi
Turán föddes i Budapest 1910. Han fick en lärarexamen från Universitetet i Budapest 1933 och tog en doktorsexamen under Lipòt Fejér 1935. Mellan åren 1940 och 1944 skickades han till tvångsarbete under den tyska regimen. 
1945 blev han anställd som forskarassistent vid Universitetet i Budapest och fick en professur 1949. Han gifte sig med matematikern Vera Sós 1952 och fick två barn. 1976 dog Turán av leukemi.

## Matematisk gärning
Turán arbetade framförallt inom talteori, men gav även betydande bidrag till grafteori och matematisk analys.

### Talteori
1934 tog Turán fram ett nytt bevis för Hardy-Ramanujans sats som i grova drag säger att de flesta tal n har {\displaystyle \ln \ln n\,} primtalsdelare. Turáns nya bevis ses av många som början till probalistisk talteori. En generalisering av detta är Turàn-Kubilius olikhet.
Inom talteori är även Erdõs-Turans förmodan, numera bevisad som Szemerédis sats, uppkallad efter Turán.

### Grafteori
Inom grafteori grundade Turàn vad som senare skulle kallas extremal grafteori, och ett av de mest kända resultaten är Turàns sats som ger en övre gräns för antalet bågar i en graf som inte innehåller någon komplett graf {\displaystyle K_{r}} för något r. För att bevisa sin sats uppfann Turàn Turángrafen. Han är även känd för Kövari-Sós-Turáns sats som ger en övre gräns för antalet bågar i en bipartit graf med vissa förbjudna delgrafer.

### Potenssummametoden
Turán utvecklade potenssummametoden för att arbeta med Riemannhypotesen.:9–14 Metoden handlar om att få undre begränsningar för summor av formen
{\displaystyle \max _{\nu =m+1,\dots ,m+n}\left|\sum _{j=1}^{n}b_{j}z_{j}^{\nu }\right|}
varifrån termen "potenssumma" kommit.:319
Förutom dess användningar i analytisk talteori har den även använts i komplex analys, numerisk analys, differentialekvationer, transcendensteori och i uppskattningar av antalet nollställen av en funktion i en disk.:320